# Lista över Japans rikaste personer
Japans rikaste personer, enligt Forbes, är: 
1. Tadashi Yanai
2. Masayoshi Son
3. Nobutada Saji med familj
4. Hiroshi Mikitani
5. Takemitsu Takizaki
6. Keiichiro Takahara
7. Han Chang-Woo
8. Kunio Busujima
9. Masatoshi Ito
10. Akira Mori